# Whisky in Japan

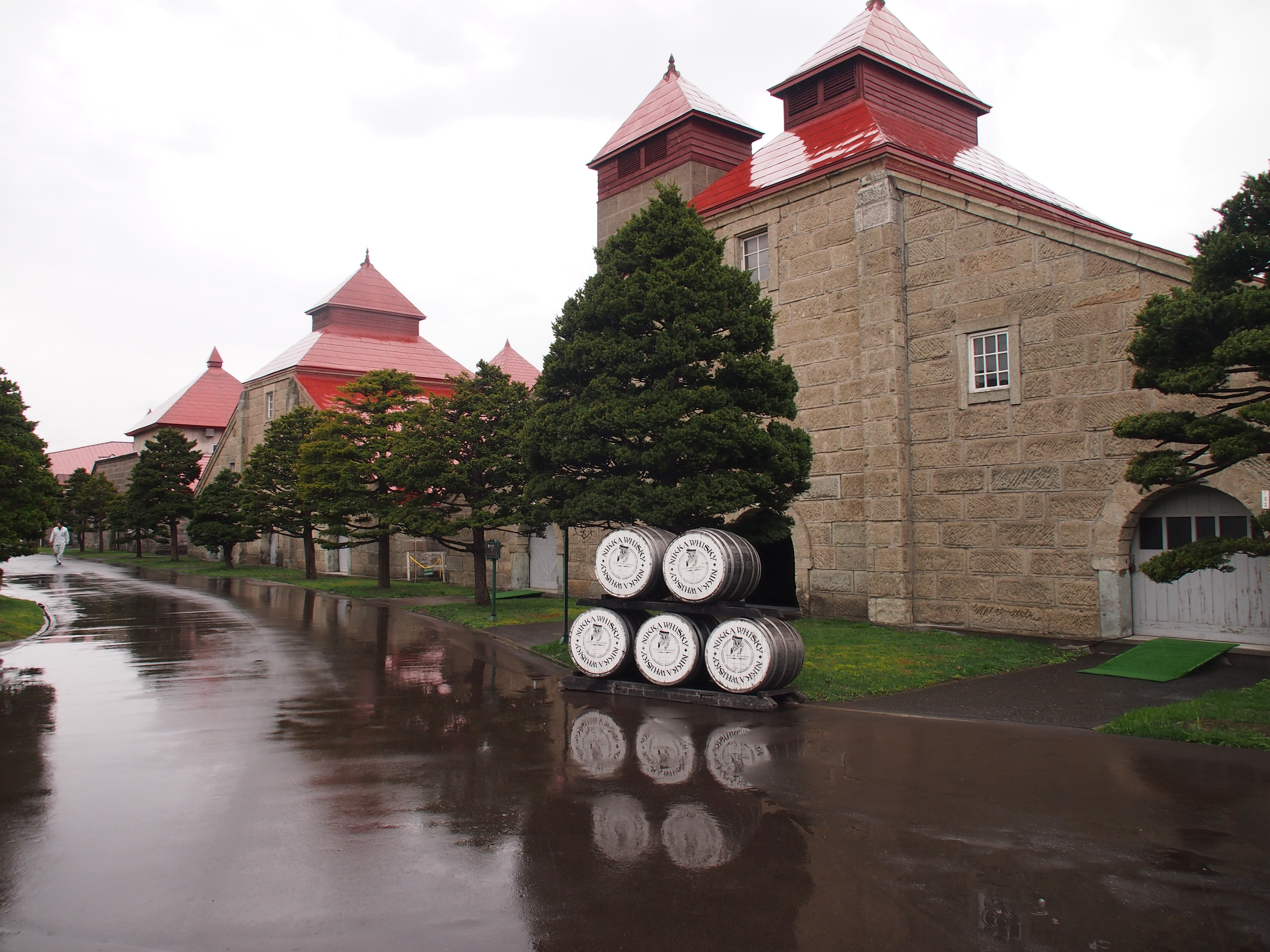
Whiskystokerij Nikka in Yoichi op Hokkaido. Het is een van de drie grootste whiskybedrijven in Japan, sinds 2001 is het eigendom van Asahi Breweries

Whisky is in Japan een van de best gekende alcoholische dranken, samen met bier en sake. De eerste Japanse maltdistilleerderij, Yamazaki, opende in 1923, gevolgd door de lancering van hun eerste product in 1929. De Japanse whiskymarkt groeide tot 1983 tot een maximaal jaarlijks transport van 153 miljoen liter zuivere alcohol, inclusief import. De verkoop daalde toen meer dan 20 jaar achter elkaar, tot een laagtepunt van 30 miljoen liter zuivere alcohol in 2008, vooraleer het zich geleidelijk aan herstelde tot 38 miljoen liter zuivere alcohol in 2011.
Tegenwoordig zijn de drie grootste bedrijven die whisky maken in Japan Suntory Holdings Ltd., Kirin Company en Nikka Whisky Distilling (dat in 2001 onderdeel werd van Asahi Breweries).

## Spelwijze
Japanse whisky wordt net zoals Schotse en Canadese whisky zonder ‘e’ geschreven, in tegenstelling tot Ierse en Amerikaanse whiskey. Dit komt doordat de Japanse whiskycultuur zijn oorsprong in Schotland vindt. Japanse whisky wordt ook op een heel gelijkaardige manier als in Schotland gemaakt en veel distilleerderijen in Japan gebruiken uit Schotland geïmporteerde mout, al dan niet geturfd.

## Geschiedenis
De vroegste vermelding van whisky in Japan dateert uit 1853, op het einde van de Edo-periode. Matthew Calbraith Perry van de Amerikaanse marine bezocht Japan om het Tokugawa-shogunaat te overtuigen zijn deuren voor de rest van de wereld open te zetten, waarbij whisky werd geserveerd aan de Japanse officieren op zijn schip. In het volgende jaar bracht hij een vat whisky mee als een geschenk voor de Japanse keizerlijke families en hun kamerheren.

### De vaders van de Japanse whisky
De smaak van whisky fascineerde een aantal mensen uit de farmaceutische sector in Japan, wat hen ertoe dreef drank met een whiskysmaak te maken door kunstmatige essence toe te voegen aan sterke drank. Omdat dit nooit het gewenste resultaat opleverde stuurde Kihei Abe van de Settsu Shuzo Company in Osaka in 1918 een jonge technische medewerker naar Schotland om Schotse distilleertechnieken te leren. Deze Taketsuru Masataka (1894–1979), die later Nikka zou oprichten, studeerde daar in de zomer van 1919 aan de Universiteit van Glasgow organische chemie onder Thomas Stewart Patterson. In april 1919 begon hij een stage bij de distilleerderij Longmorn in Strathspey en in juni bij de distilleerderij James Calder & Co.'s Bo'ness in het laagland. Hij zou ook in de distilleerderijen van The Glenlivet en Glen Grant hebben gewerkt, maar door de chaos van de Eerste Wereldoorlog is hier niets van in de archieven te vinden. Zijn laatste stage begon in mei van het jaar 1920 aan de distilleerderij Hazelburn in Campbeltown. Toen hij later dat jaar terugkeerde naar Japan, kwam hij te weten dat het bedrijf dat hem naar Schotland had gestuurd de plannen om whisky te produceren had opgegeven. 
Rond dezelfde tijd overwoog Shinjiro Torii (1879–1962), de oprichter van Suntory, een distilleerderij op te starten in Japan. Het was een periode waarin de Japanners al langer onderdelen van de westerse cultuur aanvaardden en Torii voorspelde dat er een grote vraag naar whisky zou komen. Hij besloot een whiskydistilleerderij te bouwen; zijn oorspronkelijke plan was om hiervoor een Schotse whiskytechnicus uit te nodigen naar Japan. Toen ontdekte hij dat Taketsuru naar Japan was teruggekeerd na destillatietechnieken geleerd te hebben in Schotland en dat deze uit frustratie zijn baan had opgezegd. Hierop besloot hij Taketsuru aan te nemen. Torii had het district Yamazaki uitgekozen om de distilleerderij te bouwen in 1922. Redenen hiervoor waren de hoge kwaliteit van het lokale water, het unieke klimaat met de ideale vochtigheidsgraad en de nabijheid van de snelweg tussen Kioto en Osaka. De distilleerderij Suntory Yamazaki opende haar deuren in 1924.

### Suntory Holdings Limited

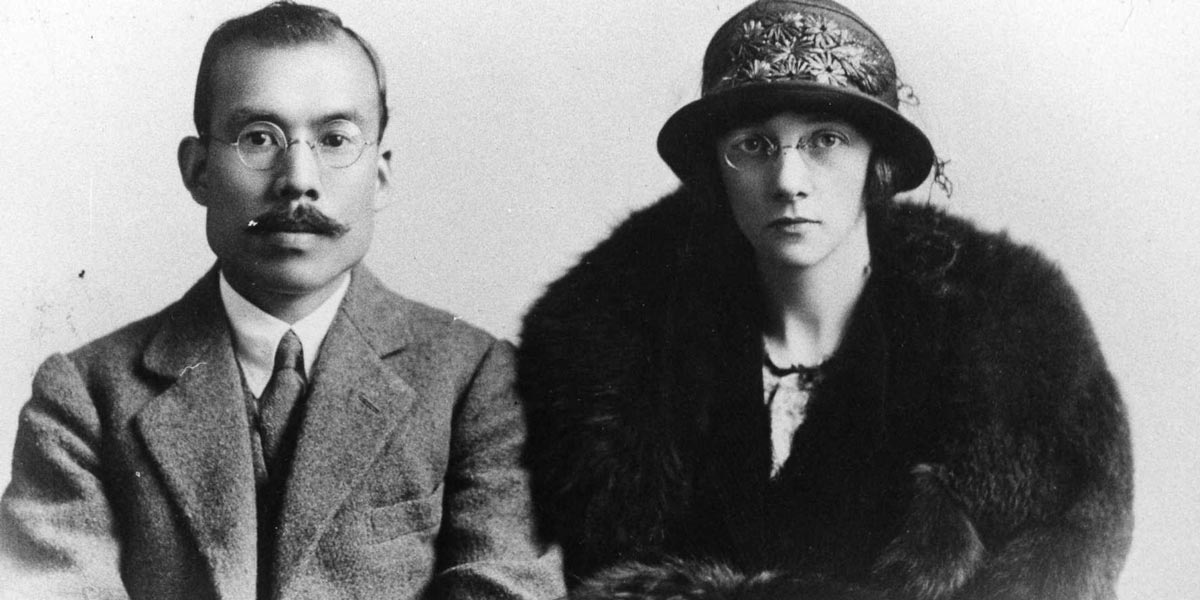
Taketsuru Masataka (links) en zijn vrouw Taketsuru Rita, geboren als Jessie Roberta Cowen (rechts)

Op 1 februari 1899 opende Torii in Osaka zijn eerste winkel, genaamd Torii Shoten. In het begin verkocht hij er alleen geïmporteerde wijnen, maar vanaf 1907 begon hij ook zoete rode wijnen genaamd Akadama Port Wine te verkopen. In 1923 werd deze winkel hernoemd naar de vennootschap Kotobukiya, om de zaken te kunnen uitbreiden. Vijf jaar nadat de productie van start ging in de distilleerderij Suntory Yamazaki kwam de eerste Japanse single maltwhisky, Suntory Whisky Shirofuda (White Label), op de markt. Omdat het Japanse volk toen niet zo graag de sterke geturfde smaak had van de Shirofuda, die typisch was voor sommige Schotse whisky’s, verkocht hij niet zo goed. Na talrijke pogingen een nieuwe blend te creëren en de smaken te onderzoeken, werd er besloten dat het Japanse volk een smaakvolle whisky met een minder sterke turfsmaak verkoos. Torii creëerde een nieuwe blend genaamd Kaku-bin, waarvan de verkoop startte in 1937. Deze werd door de Japanners veel beter ontvangen. Het recept was aanzienlijk veranderd ten opzichte van het oorspronkelijke recept en de volgende whisky’s zouden niet terugkeren naar dit oorspronkelijke recept. Taketsuru, die graag een echte ‘Scotch’ malt wilde maken, verliet Suntory en startte zijn eigen distilleerderij.
De naam Suntory komt van het Engelse woord sun, die op de kleur leek van de Akadama Port Wine, plus de achternaam van de oprichter van het bedrijf Torii.

### Nippon Kaju KK
Taketsuru was ervan overtuigd dat Hokkaido de beste plaats in Japan was om een distilleerderij te vestigen, omdat het klimaat van dat eiland het meeste leek op dat van Schotland. In 1934 startte hij in Yoichi zijn bedrijf Nippon Kaju KK, dat hij later Nikka zou noemen. De productie startte in 1936 en de eerste whisky – een blend – verscheen op de Japanse markt in 1940. Deze distilleerderij heette Hokkaido Distillery, die in 2001 werd omgedoopt tot Yoichi.
In 1969, tien jaar voor zijn dood, startte Taketsuru nog een tweede, grotere distilleerderij in Sendai. Sendai Distillery werd in 2001 herdoopt tot Miyagikyo.

## Economische ontwikkelingen van de Japanse whiskymarkt

### 1950–1983: de whisky boom
Na de Tweede Wereldoorlog werden de westerse cultuur en levensstijl steeds populairder in Japan; whisky werd een symbool van deze trend. Naarmate het volk meer streefde naar een westerse cultuur, steeg de verkoop van whisky. Dankzij goede marketing bleef die groei continu aanhouden tot 1983. In heel Japan serveerden whiskybars in de zomer highballs (whisky met frisdrank) en in de winter oyuwari (whisky met warm water). Rond 1965 werd mizuwari (whisky met ijs en water) aanvaard als een gepaste drank bij Japans eten. Tegelijkertijd nam het gebruik van het ‘fles bijhouden’-systeem toe in bars en restaurants. De klant kocht een fles in plaats van een glas en deelde deze met zijn gezelschap. Hij schreef zijn naam op de fles, zodat hij hier de volgende keer dat hij dit etablissement bezocht verder van kon drinken. Dit werd voornamelijk populair omdat het in Japan de gewoonte is om elkaars glas te vullen.

### 1983–2008: consumptieafname
Na 1983 nam de whiskyproductie af. Deze daling was te wijten aan de verhoogde accijns op whisky en de groeiende consumptievraag van shochu. Deze stijging in populariteit kwam deels door het plotse succes van chūhai (shochu met frisdrank). Chūhai kan met meer smaken gemengd worden en zijn zoetheid trok jonge consumenten meer aan. Achtereenvolgende herzieningen van de accijnzen op sterke drank in 1981 en 1984 resulteerde in een prijsstijging van 25%. Ondanks het ongedaan maken van de ongelijkheden tussen de heffingen op shochu en whisky in 1989 en 1998 bleef de impopulariteit van whisky volharden en bleef de consumptie ervan dalen tot in 2008. Ondanks de ongunstige omstandigheden bleven de whiskyfabrikanten hun marketing en onderzoek en ontwikkelingen voortzetten. Dat wierp zijn vruchten af in 2005, toen de consumptie van single maltproducten weer geleidelijk aan steeg.

### 2008–2012: herstel van de populariteit
De daling van de whiskyconsumptie op de Japanse markt stopte in 2008, na een grote reclamecampagne waarin Suntory highballs promootte. De totale Japanse whiskymarkt bedroeg in 2012 ongeveer 90 miljoen liter en het aandeel Japanse whisky daarvan was meer dan 80%. Single maltproducten bedroegen dat jaar 4,2% (ongeveer 3,7 miljoen liter) van de globale whiskymarkt. Daarvan was 2,8% (ongeveer 2,5 miljoen liter) Japanse single malt.

### Export van Japanse whisky
De meeste Japanse whisky wordt in eigen land geconsumeerd en maar een relatief laag percentage wordt geëxporteerd. In 1934, kort na de drooglegging in de Verenigde Staten, exporteerde Suntory voor het eerst whisky naar de Verenigde Staten. De verhouding tussen export en binnenlandse consumptie schommelde tussen 2% en 5% van 1990 tot 2012. Ongeveer 1,9 miljoen liter Japanse whisky werd in 2012 geëxporteerd.

## Productieproces

### Klimaat
Het Japanse klimaat lijkt in het algemeen meer op dat van de Amerikaanse staten Kentucky en Tennessee dan op het Ierse of Schotse klimaat. Dit betekent dat de zomers (veel) warmer zijn, terwijl de winters relatief kouder zijn. Dit heeft als gevolg dat de Japanse whisky’s, net als Amerikaanse, meer invloed ondervinden van het hout en de turf.

### Mouten
Vroeger werd het mouten vooral door de distilleerderijen zelf gedaan. Tegenwoordig kopen de meeste Japanse distilleerderijen hun mout van commerciële mouters. Er wordt voornamelijk ongeturfde en lichtgeturfde mout gebruikt, maar kleine hoeveelheden medium- en sterkgeturfde mout worden ook verwerkt.

### Beslaan
Het water dat gebruikt wordt om het mout te beslaan is zacht tot matig hard met een neutrale zuurtegraad. Het procedé is gelijkaardig aan dat van de Schotten. De mout wordt eerst gemalen en dan gemengd met heet water. Dat brouwsel (genaamd schroot of grist) wordt op een temperatuur van 64 °C gezet, waarvan het onverdampte deel na afkoeling (wort) door een kaasdoek wordt gefilterd. Aangezien de helderheid van wort een invloed kan hebben op de ontwikkeling van de smaakcomponenten zoals esters en vetzuur], heeft elk bedrijf, naargelang hun noden, een andere aanpak om wort te produceren. Kirin gebruikt zijn bierbrouwkennis om een heldere wort te maken, wat voor aromatische en fruitige esters zorgt. Ook Suntory streeft naar een goede helderheid van de wort om de productie van een complex aroma in de distillatie te verzekeren.

### Gisting
Voor de gisting worden roestvrijstalen of houten gistkuipen gebruikt. Onderzoek over bier- en whiskygisting met gist en andere micro-organismen wordt in alle drie de grote distillatiebedrijven uitgevoerd. Het eindproduct van de gisting heet wash en bevat 7 à 8% alcohol by volume (abv). Elk bedrijf heeft zijn eigen beleid betreffende het selecteren van gist en gistingsomstandigheden. Kirin kiest specifieke gist uit hun collectie van honderden gistculturen om bepaalde smaken te krijgen. Nikka gebruikt meerdere gisten om whisky's met verschillende smaken en aroma's te produceren. Suntory gebruikt distilleergist en biergist om voor een complexiteit in smaken te zorgen.

### Distillatie
Net zoals in Schotland wordt Japanse whisky twee keer gedistilleerd in koperen stookketels. Wat voor soort stookketel er gebruikt wordt verschilt per bedrijf. Na de eerste distillatie wordt de gefermenteerde wort (wash) opgewarmd om een distillaat van 20 to 25% abv te bekomen. Dit eerste distillaat (low wines), wordt opnieuw gedistilleerd en dit wordt dan in drie delen verdeeld: heads (ook wel foreshots), heart en tails (ook wel feints). De heads en tails worden gemengd met de low wines en dat mengsel wordt opnieuw gedistilleerd. Ook hier heeft elk bedrijf een specifieke voorkeur wat aanpak en alcoholgraad betreft. Kirin gebruikt een indirect verwarmingssysteem en de nauwe abv-marge van hun heartdeel maakt hun nieuw gemaakte drank rijk aan esters. Nikka gebruikt verschillende soorten stookketels in hun verschillende distilleerderijen. Ook bij Suntory worden verschillende verwarmingstechnieken en stookketels die verschillen in grootte en vorm gebruikt in hun twee maltdistilleerderijen om een ander soort whisky te verkrijgen.

### Rijping
Voor de rijping worden Amerikaanse eiken bourbonvaten gebruikt. Soms worden ook Spaanse sherryvaten gebruikt. Enkele Japanse whisky's worden gerijpt in mizunaravaten (Japanse eik) die de whisky een eigen smaak geeft.

### Blend
Japanse whiskybedrijven delen hun stocks niet met andere bedrijven wanneer ze een blend creëren, in tegenstelling tot Schotland en Ierland. Daarom bestaan Japanse blends altijd uit whisky’s geproduceerd in maximaal twee verschillende distilleerderijen.

## Japanse distilleerderijen
Japan had in 2016 negen actieve whiskydistilleerderijen. Zes ervan zijn opengegaan tijdens de whisky boom in Japan. Chichibu opende pas in 2008. De operationele stokerijen staan hieronder opgesomd volgens hun openingsjaar.

### Operationele whisky distilleerderijen in 2016

#### Yamazaki (1923)

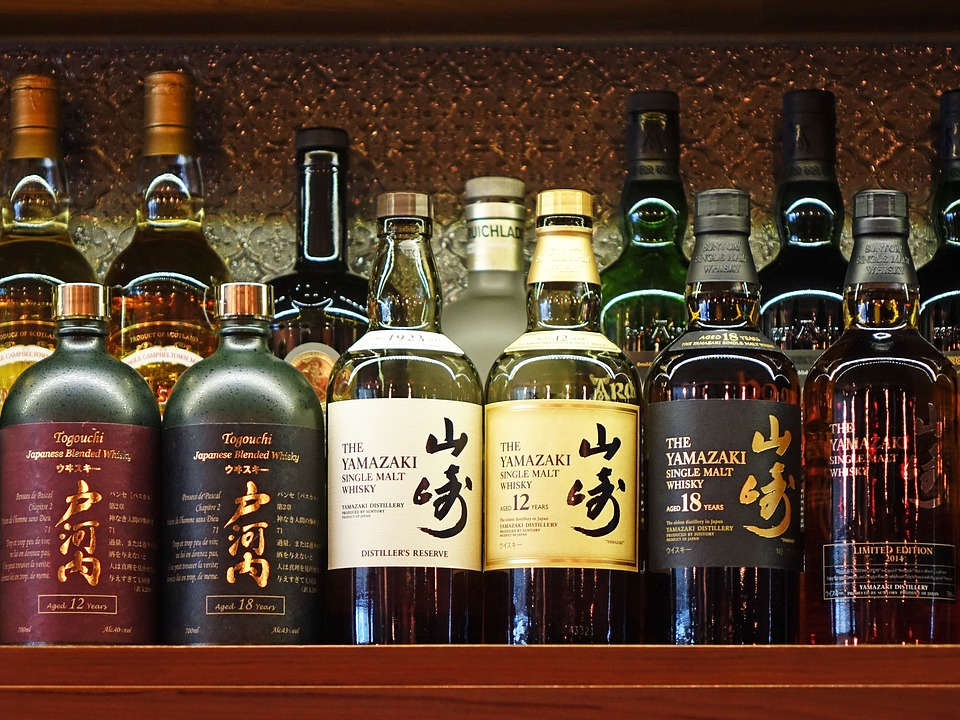
de wereldberoemde bar in Yamazaki

De distilleerderij Yamazaki behoort tot Suntory Holdings Ltd. Sinds de Tweede Wereldoorlog worden sommige whisky’s ook in Japanse mizunaravaten gerijpt, die meer natuurlijke oliën bevatten en een oosterse tint geven aan de whisky. Omdat mizunarahout poreuzer is, verdampt er meer whisky uit vergeleken met eikenhouten rijpingsvaten. Whisky wordt daarom pas op het laatste moment gerijpt in mizunaravaten, nadat hij eerst jarenlang in andere vaten opgeslagen lag, zodat het verlies geminimaliseerd wordt. Jaarlijks wordt hier 7 tot 9 miljoen liter whisky per jaar gedistilleerd, waardoor het meer whisky produceert dan veel Schotse distilleerderijen.
Yamazaki heeft een beroemde bar waar meer dan 100 verschillende Yamazaki-whisky’s worden geschonken van diverse leeftijden en vattypes. Een deel van distilleerderij Yamazaki staat op een plaats waar vroeger een tempel stond. Toen de distilleerderij gebouwd werd, besloot men er een schrijn te plaatsen. Daar staan altijd twee vaten rijpende whisky als offer voor de goden. Yamazaki heeft zes single malts: een 10 Year Old, een 12 Year Old, een 18 Year Old, een Yamazaki 1980, een 1993 Peated Malt Cask en een Yamazaki 25 year old Sherry Cask.

#### Yoichi (1934)
De productie in deze distilleerderij startte in 1936 en de eerste whisky, die een blend was, verscheen op de markt in 1940. Pas in 1984 zou het bedrijf een single malt whisky op de markt brengen: de Hokkaido 12 Year Old. In 2001 werd Nikka een onderdeel van de Asahi Brewery Co. Toen werd de naam van de distilleerderij officieel Yoichi. Voordien heette het bedrijf gewoon distilleerderij Hokkaido.
De whisky’s rijpen op mizunaravaten, waardoor ze een relatief hoog engelendeel (verdampte percentage van de whisky) hebben. Nadien wordt de whisky overgeheveld op klassieke vaten. Yoichi is de laatste distilleerderij die stookketels gebruikt die op kolen gestookt worden. Dit was vroeger een veel voorkomend gebruik, maar de voorlaatste distilleerderij met dit gebruik, de distilleerderij GlenDronach, schakelde over naar stoomverwarming in 2005.
In 2001 won de Yoichi 10 Year Old de ‘Best of the Best Award’ op de World Whisky Awards. In 2008 won de Yoichi 20 Year Old de titel ‘Best Single Malt’ op diezelfde competitie. Ook hun 15 Year Old won al tweemaal de gouden medaille op de International Spirits Challenge.

#### Miyagikyo (1969)
De oorspronkelijke reden waarom Taketsuru een tweede distilleerderij opstartte, was dat hij ondersteuning zocht voor de distilleerderij Yoichi. De bedoeling was dat in Miyagikyo blended whisky geproduceerd zou worden voor de Nikka-range, zodat Yoichi zich zou kunnen toeleggen op de single maltrange. Taketsuru zocht drie jaar naar de perfecte locatie en koos Sendai, nadat hij het water uit de rivier Nikkawagawa had geproefd. De distilleerderij staat op de plaats waar twee rivieren in elkaar vloeien en mede dankzij de omliggende heuvels is de vochtigheidsgraad perfect voor de rijping van whisky. 
Deze distilleerderij vormt samen met Yoichi de Nikka Whisky Company. De gerst die ze gebruiken wordt, geturfd en ongeturfd, geïmporteerd uit Schotland en Australië. Ze beschikken over vier washstookketels, vier gewone stookketels en vier Coffey-stookketels. De Coffey-stookketels zijn in 2001 overgekomen uit de distilleerderij Nishinomiya.
Miyagikyo heeft 24 pakhuizen om whisky te laten rijpen en een capaciteit van twee miljoen liter per jaar. Dat maakt het een van de grootste distilleerderijen in Japan. Het grootste deel van de productie wordt gebruikt in blends zoals Nikka from the Barrel, Nikka All Malt of Nikka Super. Een klein percentage wordt gebotteld als single malts: Nikka Miyagikyo (NAS), Nikka Miyagikyo 10 Year Old, Nikka Miyagikyo 12 Year Old, Nikka Miyagikyo 15 Year Old en de Nikka Miyagikyo Single Cask (enkel verkrijgbaar in Japan).

#### Chita (1972)
De distilleerderij Chita hoort bij Sun Grain Co. Ltd, dat onderdeel is van Suntory. Het is de enige distilleerderij van Suntory die graanwhisky maakt, en ook de enige die niet openstaat voor het publiek.
Graanwhisky wordt gemaakt van maïs, tarwe of rogge; in tegenstelling tot maltwhisky dat van gerst wordt gemaakt. Nog een verschil met maltwhisky is dat graanwhisky in Coffey-stookketels wordt gestookt, wat voor minder smaak en een hoger alcoholpercentage zorgt.
De whisky die in Chita geproduceerd wordt, komt voornamelijk terecht in blends van Suntory zoals de Hibiki, Kakubin en Suntory Old. De enige single malt die er geproduceerd wordt is de Suntory Single Grain Whisky. Deze whisky wordt voornamelijk als ingrediënt in highballs gebruikt.

#### Hakushu (1973)
De distilleerderij Hakushu hoort bij Suntory. Hakushu maakt verschillende soorten whisky’s, omdat Japanse distilleerderijen geen malts of grains uitwisselen om blends mee samen te stellen. Ze doet dit door de ppm (parts per million) in de geturfde gerst te variëren en verschillende soorten gist en fermentatietijden te gebruiken. Daarnaast zijn de stookketels van Hakushu allemaal verschillend van vorm en gebruiken ze diverse warmtebronnen. De rijping gebeurt op Amerikaanse eik, oude sherryvaten en mizunaravaten.
De Hakushu-distilleerderij is een van de grootste ter wereld. Van de 850.000 vierkante meter is een groot deel beschermd natuurreservaat. Er zijn 36 stookketels aanwezig, waarvan een deel buiten gebruik is. Ze produceren zes single malts: Hakushu 10 Year Old, Hakushu 12 Year Old, Hakushu 18 Year Old, Hakushu 25 Year Old, Hakushu Heavily Peated en Hakushu Bourbon Barrel. Een deel van de malt- en graanwhisky van Hakushu wordt verwerkt in de blend Hibiki.

#### Fuji-Gotenba (1973)
De distilleerderij Fuji-Gotenba werd opgericht tijdens de piek van de Japanse whiskymarkt in 1973 door een samenwerking van Seagrams uit Canada, de Chivas-broers uit Schotland, de distilleerderij Four Roses uit Amerika en Kirin Brewery Co. Ltd. In 2002 nam Kirin de distilleerderij volledig over en hernoemde de distilleerderij Fuji-Gotenba. Daarvoor heette de distilleerderij simpelweg Gotenba. Er wordt single malt en graanwhisky geproduceerd van uit Schotland en Ierland geïmporteerde gerst en graan. Er zijn aparte stookruimtes voor de single malt- en graanproductie en Fuji-Gotenba is een van de weinige distilleerderijen in Japan die zijn eigen bottelarij en kuiperij heeft.
De distilleerderij Fuji-Gotenba is de grootste ter wereld met 520.000 vierkante meter en een capaciteit van 12 miljoen liter per jaar. Het water voor de productie is gesmolten sneeuw van de berg Fuji. Om voor veel interactie te zorgen tussen de drank en het hout worden enkel oude bourbonvaten gebruikt van maximaal 180 liter. De whisky’s uit deze distilleerderij worden onder twee namen verkocht: Fuji-Gotenba en Fuji Sanroku. Momenteel hebben ze twee single malts, een 10 Year Old en een 18 Year Old, en een blend: Evermore.

#### Eigashima (1984)
Eigashima Shuzo richtte in 1888 een bedrijf op dat de eerste honderd jaar enkel sake en shochu zou produceren, Eigashima Brewery Ltd. In 1984 verhuisde Eigashima naar de huidige distilleerderij in de buurt van Kobe, die de naam White Oak kreeg. Vanaf toen werd er in een aparte stookruimte ook whisky gestookt. Het bedrijf maakte enkel blends, tot het in 2007 zijn single malt op de markt bracht. Er wordt maar een maand per jaar whisky gestookt, waardoor het relatief weinig whisky op de markt brengt.
Voor 2007 werd alle whisky die geproduceerd werd in Eigashima gemengd met Amerikaanse graanwhisky om blends te maken. De meeste whisky rijpte maar 3 tot maximaal 8 jaar, wat niet lang genoeg is om als single malt op de markt te brengen. Eigashima vermarkt zijn blends onder de naam White Oak, terwijl de single malt op de markt wordt gebracht als Akashi. Van de single malt bestaan zowel bourbon- als sherrygerijpte varianten. Lange tijd was er enkel de 8 Year Old, maar sinds kort is er ook een 5 Year Old en een 15 Year Old.

#### Mars (1985)
De distilleerderij Mars, ook wel distilleerderij Shinshu, maakt deel uit van Hombo Shuzo Co. Dit bedrijf werd in 1872 begonnen door Honbu Matsusa. Al in 1949 kreeg het bedrijf een vergunning om whisky te stoken en na hem kort in Kagoshima te produceren, bouwden ze de distilleerderij in Shinshu. Vandaag staat dit bedrijf bekend om allerlei soorten alcoholische dranken. In het begin produceerde het enkel in de winter whisky en tijdens de andere seizoenen andere dranken. In 1992 werd de productie van whisky tijdelijk stilgelegd wegens een te kleine marktvraag. De productie zou in 2012 hervatten. Hun range bestaat uit de Mars Amber, de Mars 3&7 en de Maltage Komagatake Pure Malt Whisky 10 Years Old.

#### Chichibu (2008)
De oprichter en eigenaar van deze distilleerderij heet Ichiro Akuto. Zijn grootvader startte al in 1946 de distilleerderij Hanyu, maar die sloot zijn deuren in 2000. Ichiro kocht toen het grootste deel van de overblijvende voorraad whisky en gebouwen op en richtte in 2007 een nieuwe distilleerderij op. De uitrusting van de distilleerderij werd gemaakt in Schotland, met uitzondering van de beslagkuip, die gekocht werd bij een lokale brouwer. De naam van het bedrijf dat Ichiro opstartte is Venture Whisky Ltd.
De distilleerderij importeert zijn gerst uit Engeland en Duitsland en zijn turf uit Schotland. Op lange termijn wil het bedrijf zichzelf hiervan voorzien, er is namelijk turf aanwezig in het Saitama-gebied. 
Terwijl de whisky’s die in de Chichibu gemaakt worden rijpen in de opslagruimtes, worden de voorraden whisky van de distilleerderij Hanyu gebotteld en verkocht. De officiële releases van Hanyu zijn onder andere de Ace of Clubs en Nine of Diamonds. Onder het label Noh heeft het bedrijf een 1988 en een 2000.

### Inactieve whiskydistilleerderijen

#### Hanyu
Dit bedrijf in Chichibu werd door de familie Akuto opgericht om sake te produceren. Isouji Akuto breidde de activiteiten uit door in 1980 een fabriek te bouwen in het stadje Hanyu om alcohol te distilleren. In 2000 ging de distilleerderij dicht en de stookketels werden ontmanteld in 2004. De Tao Company, die eigenaar was van de fabriek Hanyu, was failliet gegaan. De voorraad en gebouwen werden opgekocht door Ichiro Akuto, die in 2008 de distilleerderij Chichibu zou opstarten.

#### Karuizawa
Deze distilleerderij werd in 1955 gebouwd door de Mercian Wine Co. en werd in 2007 overgenomen door Kirin Brewery Co. Het was een van de kleinere distillerijen van Japan, met een jaarlijkse productie van slechts 150 000 liter. Desondanks sleepte het een aantal prijzen in de wacht en steeg de reputatie van hun whisky’s. Dit alles draagt bij aan de hoge prijs van de whisky’s. De resterende voorraden werden opgekocht door Number One Drinks Co. en bestaan voornamelijk uit single cask-bottelingen, onder de labels Karuizawa en Noh. Karuizawa sloot zijn deuren in 2011.

#### Kagoshima
De distilleerderij Kagoshima werd in 1953 door Hombo Shuzo Co. opgericht. Deze distilleerderij is nog operationeel, maar produceert sinds 1985 geen whisky meer. Het klimaat was op het Kyushu-eiland niet ideaal voor de productie en daarom verhuisde het bedrijf naar Shinshu, waar tegenwoordig de distilleerderij Mars nog actief is.

#### Nishinomiya
De distilleerderij Nishinomiya was eigendom van Nikka en werd in 1959 opgericht. Sindsdien is zij door Nikka voor verschillende doeleinden gebruikt, onder meer voor het stoken van whisky. Het bedrijf heeft nog lange tijd gebruikgemaakt van Coffey-stookketels, die in 2001 naar de distilleerderij Miyagikyo zijn verhuisd. Nishinomiya produceerde vooral graanwhisky, die in de blends van Nikka werden gebruikt. De distilleerderij wordt voornamelijk als opslagruimte gebruikt.